# Кулик Олена Андріївна
Оле́на Андрі́ївна Кули́к (Яковлєва; нар. с. Малі Міньки Народицького району Житомирської області) — українська співачка (сопрано), режисер та ведуча концертних програм, організатор культурно-мистецьких заходів, член журі фестивалів, автор Київ-етно-мюзік-фесту «Віртуози фолку». Народна артистка України (2016).

## Життєпис
Закінчила з відзнакою Житомирське культурно-освітнє училище та Київський інститут культури (клас Людмили Третяк). . Трудову діяльність розпочала художнім керівником Будинку  культури   м. Боярка. Працювала  артисткою -вокалісткою вищої категорії, провідний майстер сцени ФЕА «Калина» Укрконцерту та фольклорного театру української пісні «Берегиня».  З 1994 року — солістка-вокалістка, художній керівник ансамблю пісні і танцю «Злагода» у м. Києві.
У 1995 році ініціатор створення, з 1996 року — художній керівник-директор, солістка-вокалістка, а з 2012 року по теперішній час — генеральний  директор, співачка  комунального закладу "Київський академічний ансамбль  української  музики «Дніпро».
Впродовж 25 років незмінно керує  професійним колективом, творчим  кредо якого є збереження, розвиток самобутньої української народної музики, піднесення її на якісно новий професійний рівень, бережне відтворення живого звучання та популяризація  її  на рідній землі і в світі.  
Ім'я Олени Кулик добре відоме шанувальникам української народної творчості. Виконавська манера позначена поєднанням елементів автентичного народного співу Житомирського Полісся (філігранна мелізматика й широка розспівність) і академічних вокальних прийомів. Має характерний дзвінкий сріблястого відтінку голос широкого діапазону, добру вокальну техніку (зокрема володіє способом змішаного звуковидобування), сценічний темперамент і водночас тонкий смак, осмислено і яскраво трактує  музичні образи .Репертуар включає українські народні пісні (зокрема календарно-обрядові солоспіви, балади, романси, патріотичні, похідні та повстанські пісні, жартівливі пісні) твори сучасних авторів.
Завдяки вдалому поєднанню творчої  та адміністративної роботи співачки-директора, ансамблем «Дніпро» створено багато різножанрових музичних програм, зокрема: фолкметаморфози в стилі українського модерну «Ті, що походять від Сонця» (головна партія); етно-музичні  програми «Земля моя казкова — Україна» та «Жива Вода»; вокально-оркестрова партита-дума на поезію Т.Шевченка «Дніпрова сага» (головна партія); «Український фолк та світові хіти», театралізовані  музично-обрядові  дійства: «Героям нашим, — славу співаєм!», «І заспівали звуки!..», «Новорічний передзвін», «Концерт-Забава», «Прийди, Весно!», «Кобзарева правда», «Танцювальна мозаїка», «Музика мого народу». Про п. Олену  та  «Дніпро» опубліковано  багато статей у ЗМІ, їх музика та пісня  постійно звучать на  теле-радіо каналах.
За багаторічну плідну працю, значний особистий  внесок у створення духовних і матеріальних цінностей та досягнення високої майстерності у професійній діяльності О. Кулик неодноразово нагороджена відзнаками, почесними  грамотами, дипломами, призами, медалями та орденами
З великим натхненням і почуттям безмежної любові до рідного краю та української народної пісні   п. Олена  стверджує на весь світ: «Я  горда, що я українка!».

## Аудіо-диски
- «Жива Вода» (2000 р.)
- «Ті, що походять від Сонця» (2006 р.)
- «І заспівали звуки…» (2012 р.)
- «В саду соловейко. Співає Олена Кулик» (2013 р.).

## DVD
- «Ті, що походять від Сонця» (2010 р.)

## Відеофільми
- «Пісні Чорнобильської зони співає Олена Кулик» (режисер — Наталя Рабчук)
- "Український ансамбль народної музики «Дніпро»
- "Споконвічна музика «Дніпра»  — https://www.youtube.com/watch?v=SH0nuwF6tFA
- «Ану, хлопці, веселої»
- «Ансамбль „Дніпро“ — 20 років на сцені»
- фестиваль «Віртуози фолку» (2018 р.)

кількість.
Здійснила велику кількість записів на Українському радіо. Має багато записи на аудіо та відео кліпів
Неодноразово гастролювала у Великій Британії, Іспанії, Молдові, Нідерландах, Німеччині, Польщі, Росії, Румунії, Словаччині, Узбекистані, Франції, Швеції, Греції, Канаді, Індонезії …

## Нагороди
- Заслужена артистка України (2001)
- Народна артистка України (2016)
- Лауреат та дипломант багатьох всеукраїнських та міжнародних фестивалів і конкурсів, володар Гран-Прі, неодноразово нагороджена відзнаками, почесними  грамотами, дипломами, призами, медалями.